# Aero A.304
Die Aero A.304 war ein zweimotoriges Militärflugzeug des tschechoslowakischen Herstellers Aero.

## Geschichte
Im Jahre 1934 begann Aero mit der Entwicklung eines zweimotorigen Tiefdeckers mit Einziehfahrwerk, nachdem die ČSA, die staatliche tschechoslowakische Luftverkehrsgesellschaft, moderne zweimotorige Passagierflugzeuge für acht bis zehn Fluggäste benötigte. Die Maschine, ausgestattet mit Walter-Pollux-II-R-Sternmotoren mit einer Leistung von 265 kW (360 PS), war in Ganzmetallbauweise gefertigt, die Ruder waren stoffbespannt. Der Prototyp mit der Bezeichnung A.204 hatte seinen Erstflug im Jahre 1936, und seine Flugleistungen waren durchaus zufriedenstellend, jedoch hatte sich die ČSA zwischenzeitlich entschlossen, den Bedarf mit der aus britischer Produktion stammenden Airspeed Envoy zu decken. Somit blieb es bei dem einzelnen Prototyp der A.204.
Als das tschechoslowakische Verteidigungsministerium im Januar 1936 ein Flugzeug in der Auslegung als leichter Bomber und Aufklärer ausschrieb, griff Aero auf die A.204 zurück und überarbeitete die Konstruktion. Die Maschine erhielt einen verglasten Bug, einen drehbaren MG-Turm auf dem Rumpfrücken und mit den Walter Super-Castor I-MR leistungsfähigere Triebwerke.
Der Entwurf erhielt die Bezeichnung A.304 und startete im August 1937 zum Jungfernflug.
Das tschechoslowakische Verteidigungsministerium war durchaus zufrieden mit den Flugleistungen und orderte daher 18 Maschinen. Ein weiteres Exemplar wurde von der bulgarischen Luftwaffe bestellt und dort unter dem Namen „Pelikan“ als Verbindungsflugzeug eingesetzt.
Nach der deutschen Besetzung der Tschechoslowakei Anfang 1939 fiel ein Großteil der A.304 in die Hände der deutschen Luftwaffe. Diese setzte die Maschinen als Schul- und Verbindungsflugzeuge ein, und drei Exemplare wurden der Luftwaffe der neu gegründeten Slowakei als Bomber und Aufklärer übergeben, wo sie bis 1943 im Einsatz waren.
Im Jahre 1941 wurden fünf A.304 an die bulgarische Luftwaffe verkauft.

## Variante
- A.300: Weiterentwicklung der A.304 zum mittleren Bombenflugzeug; mit der Entwicklung wurde 1937 begonnen, es wurde bis zur deutschen Besetzung der Tschechoslowakei jedoch nur ein Prototyp hergestellt

## Militärische Nutzer
Bulgarienein Exemplar
 Deutsches Reich
 Slowakei1939–1943
 Tschechoslowakei

## Technische Daten

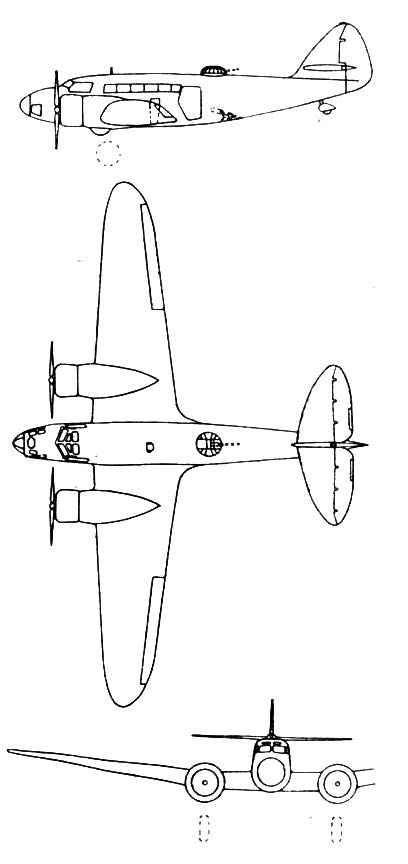
Dreiseitenriss

| Kenngröße             | Daten |
| --------------------- | --- |
| Besatzung             | 3 (ein Pilot, ein Beobachter/Bombenschütze, ein Funker/Bordschütze)                                                                                           |
| Länge                 | 13,20 m |
| Spannweite            | 19,20 m |
| Höhe                  | 3,40 m |
| Flügelfläche          | 45,50 m² |
| Flügelstreckung       | 8,1 |
| Leermasse             | 3010 kg |
| max. Startmasse       | 4755 kg |
| Antrieb               | zwei luftgekühlte 9-Zylinder-Sternmotoren Walter Super Castor I-MR auf starre Zweiblatt-Holzluftschrauben                                                     |
| Höchstgeschwindigkeit | 326 km/h in 3000 m Höhe |
| Steigleistung         | 6,75 m/s |
| Dienstgipfelhöhe      | 6200 m |
| Reichweite            | 1250 km |
| Bewaffnung            | ein 7,92-mm-MG ČZ vz. 30 fest im Bug eingebaut ein 7,92-mm-MG vz. 30 im Drehturm auf Rumpfrücken ein 7,92-mm-MG vz. 30 in Bodenluke Bombenlast maximal 300 kg |